# 山田和男 (英語学者)
山田 和男（やまだ かずお、1906年1月2日 - 1985年12月15日）は、日本の英語学者。

## 人物・来歴
静岡県静岡市生まれ。静岡県立静岡商業学校卒業、1927年東京外国語学校英語部貿易科卒業。京北実業学校教諭、1928年米沢高等工業学校講師、助教授、1935年東京商科大学予科講師、1938年同付属商学専門部教授、1949年一橋大学商学部教授、1969年定年退職、名誉教授。

## 著書
- 『英文は如何にして書くべきか 心得と作例』実用英語会話学院出版部、1947年
- 『英作文研究 方法と実践』文建書房、1952年
- 『英語こぼれ話』文建書房、1953年
- 『英語こぼれ話 続』文建書房、1955年
- 『英作文』 (研究社学生文庫) 研究社出版、1956年
- 『英語こぼれ話 続々』文建書房、1958年
- 『英語こぼれ話抄』文建書房、1965年
- 『和文英訳研究 方法と実際』研究社出版、1986年
- 『へそ曲がり英作文』三省堂、1986年

### 共著編
- 『最新英文法講義』兵頭鉄之助 共著、泰文堂、1953年
- 『新クラウン和英辞典』編、三省堂、1961年
- 『電話の英語 和英辞書にない表現』永井みち子共著、文建書房、1974年
- 『野球の英語』吉井徹郎共著、文建書房、1976年

## 翻訳
- 林語堂『開明英文文法 表現の科学』文建書房、1960年